# Wapen van Slenaken

Wapen van Slenaken

Het wapen van Slenaken bestaat uit een combinatie van het oude schepenbank zegel met een nieuw wapenontwerp naar het gemeentewapen van de voormalige gemeente Slenaken. De beschrijving luidt:
"In zilver een golvende schuinbalk van azuur, aan de bovenzijde vergezeld van een dubbelarmig kruis en aan de onderzijde van een bol, beide van keel, en een vrijkwartier van goud, beladen met een dubbele adelaar van sabel. Het schild aan de achterzijde gehouden door de H.Remigius, gekleed in een alba van zilver, waaroverheen een kazuivel van keel met boordsels van goud, handen, haar en baard van natuurlijk kleur, het hoofd gedekt door een mijter van zilver geboord van goud en beladen met een gouden kruisje en omgeven door een nimbus van goud, houdend in de rechterhand de heilige ampulla van goud, waarboven een vliegende duif van zilver, en in de linkerhand een bisschopsstaf van goud."

## Geschiedenis
De heilige Remigius is de kerkpatroon van Slenaken, hij komt voor op het zegel van de schepenbank. Bij de wapenaanvraag in 1961 werd een ontwerp meegezonden waarop Remigius als schildhouder achter een gekroond schild staat. Het blauwe schild had een zilveren dwarsbalk als symbool voor de Gulp, een ster en een kruis moesten de twee dorpen symboliseren. Het patriarchaal of dubbel kruis was op het ontwerp voorzien van een voet. Het kruis is het symbool van de Zusters Sepulchrijnen die een klooster hadden in de gemeente. Op het schild een vrijkwartier met daarop de Rijksadelaar omdat de heerlijkheid Slenaken een vrije rijksheerlijkheid binnen het Heilige Roomse Rijk was. De Hoge Raad van Adel ging niet akkoord met het kleurgebruik en de voet van het kruis, de sterren werden vervangen door een bol van Gronsveld, het vrijkwartier werd verkleind, de kroon verwijderd. Na lang beraad was er een eindontwerp waarmee de beide partijen overeenstemming hadden. Op 4 december 1962 werd het wapen verleend aan de gemeente. Het wapen is twintig jaar in gebruik geweest. In 1982 werd de gemeente samengevoegd met Wittem. Er werden geen elementen van Slenaken opgenomen in het wapen van Wittem.
Ambt Montfort
· Amby
· Amstenrade
· Arcen en Velden
· Baexem
· Beegden
· Beek
· Belfeld
· Bemelen
· Berg en Terblijt
· Bingelrade
· Bocholtz
· Borgharen
· Born
· Broekhuizen
· Broeksittard 
· Buggenum
· Bunde
· Cadier en Keer
· Echt 
· Eijsden
· Elsloo
· Eygelshoven
· Geleen
· Gennep
· Geulle
· Grathem
· Grevenbicht
· Gronsveld
· Grubbenvorst
· Gulpen 
· Haelen
· Heel
· Heel en Panheel
· Heer
· Helden
· Herten
· Heythuysen
· Hoensbroek
· Horn
· Horst
· Houthem
· Hulsberg
· Hunsel
· Itteren
· Jabeek
· Kessel
· Klimmen
· Limbricht
· Linne
· Maasbracht
· Maasbree
· Maasniel
· Margraten
· Meerlo
· Meerlo-Wanssum
· Meerssen
· Meijel
· Melick en Herkenbosch
· Merkelbeek
· Mheer
· Montfort
· Munstergeleen
· Neer
· Neeritter
· Nieuwenhagen
· Nieuwstadt
· Noorbeek
· Nuth
· Onderbanken
· Obbicht en Papenhoven
· Ohé en Laak
· Oirsbeek
· Ottersum
· Oud-Valkenburg
· Oud-Vroenhoven
· Posterholt
· Roggel
· Roggel en Neer
· Roosteren
· Schaesberg
· Schimmert
· Schinnen
· Schinveld
· Sevenum
· Simpelveld
· Sint Geertruid
· Sint Odiliënberg
· Sint Pieter
· Sittard
· Slenaken
· Spaubeek
· Stramproy
· Stevensweert
· Susteren
· Swalmen
· Tegelen
· Thorn
· Ubach over Worms
· Ulestraten
· Urmond
· Valkenburg
· Vlodrop
· Wanssum
· Wessem
· Wijlre
· Wijnandsrade
· Wittem